# Talondo'
Talondo ist eine auf Sulawesi gesprochene Toraja-Sprache. Sie gehört zu den austronesischen Sprachen.  